# 劉思瑜
劉思瑜（1553年—？），字伯美，號在南，江西吉安府安福縣人，民籍，明朝政治人物。

## 生平
治《書經》，隆庆元年（1567年）丁卯科江西鄉試第八十三名舉人，曾任江西石城縣學教諭，萬曆十一年癸未科會試中式第二百三十三名，第三甲第二百六十六名進士。吏部觀政，十三年授行人，册封魯藩，馈赠皆推辞不受。十七年十月选授贵州道監察御史，曾上疏请停止籍没富室，又请早建储宫。萬曆十九年（1591年）六月，会议狱忤時宰，左遷湖广郴州判官，丁憂歸。二十三年补判磁州，辅佐州守铸砖城，以杜绝水患。明年归乡。

## 家族
行一，曾祖劉生廣；祖劉濟湛；父劉權；母朱氏。具慶下，妻朱氏，弟思球；思瓌；思瑗；思瑤。長子劉綺，萬曆举人。